# Medievil: Resurrection
MediEvil: Resurrection är ett actionäventyrsspel, utvecklat SCE Studio Cambridge och utgivet av Sony. Spelet släpptes till Playstation Portable år 2008. Det bygger på spelet MediEvil. Stora förändringar gentemot förlagan har gjorts; bland annat har de alternativa sluten tagits bort helt.